# Visitor Q
Pour plus de détails, voir Fiche technique et Distribution.
Visitor Q (ビジターQ, Bizita Q) est un film japonais réalisé par Takashi Miike, sorti en 2001.

## Synopsis
L'histoire est celle d'une famille totalement déjantée : le père cherche à faire de sa vie un documentaire à succès, le fils maltraite sa mère et se fait lui-même maltraiter à l'école, la fille se prostitue et accepte son père comme client, la mère se prostitue (également) pour s'acheter de la drogue et se découvre une passion pour son lait maternel.

## Fiche technique
- Titre : Visitor Q
- Titre original : ビジターQ (Bizita Q?)
- Réalisation : Takashi Miike
- Scénario : Itaru Era
- Production : Reiko Arakawa, Seiichiro Kobayashi et Susumu Nakajima
- Budget : 7 millions de yens
- Musique : Kōji Endō
- Photographie : Hideo Yamamoto (ja)
- Montage : Yasushi Shimamura
- Décors : Yutaka Uki
- Pays d'origine :  Japon
- Langue : japonais
- Format : couleurs - 1,33:1 - Stéréo - DV
- Genre : Comédie noire et comédie érotique
- Durée : 84 minutes[1]
- Dates de sortie :
  - Japon : 17 mars 2001[1]
  - France : 23 octobre 2002[2]
- Film interdit aux moins de 16 ans lors de sa sortie en France

## Distribution
- Ken'ichi Endō : Kiyoshi Yamazaki (le père)
- Shungiku Uchida : Keiko Yamazaki (la mère)
- Jun Mutō : Takuya Yamazaki (le fils)
- Fujiko : Miki Yamazaki (la fille)
- Kazushi Watanabe : le visiteur
- Shoko Nakahara : Asako Murata
- Ikko Suzuki : Sasaoka

## Analyse
Pour ce film, le cinéaste a eu une liberté totale de la part des producteurs qui avaient commandé un film devant faire partie d'une série sur le thème de l'amour... À l'arrivée, la vision que donne Takashi Miike de l'amour est pour le moins iconoclaste (d'aucuns diront même carrément choquante). Parmi les thèmes abordés : l'inceste, la prostitution, la nécrophilie, la scatophilie... L'image du lait maternel sera développée dans Gozu.
Malgré des scènes de perversion et une violence graphique délibérée, le film est basé sur des idées et des valeurs conservatrices, et plus particulièrement sur l'identité sexuelle et les rôles d'une famille.
Le désir de Miike de choquer a une grosse importance sur la direction artistique du film, souligné par l'utilisation délibérément provocatrice de questions écrites à l'attention du spectateur, précédant les scènes défendant les rapports sexuels et l'usage de la violence avec un membre de sa propre famille : « Avez-vous déjà [couché] avec votre père ? » ou « Avez-vous déjà passé à tabac votre mère ? ». Le public est appelé, avec ces questions, à se reporter au point de vue des enfants, le film traitant de la délinquance juvénile. Dans le reportage que tourne le père sur le désespoir de la nouvelle génération, les jeunes sont décrits comme des prostitué(e)s, des personnes violentes vis-à-vis de leur mère, ou des voyous. L'ironie c'est que le sujet principal de ce documentaire est sa propre progéniture.
Le film souligne la nécessité de la présence d'une femme afin de maintenir l'harmonie dans une famille japonaise traditionnelle. Dans l'une des scènes les plus notoires du film (où l'autostimulation des tétons de la mère, entraîne des jets excessifs de lait, inondant ainsi la cuisine), la féminité de la mère est symboliquement rétablie, et cette dernière redevient symboliquement pleinement fonctionnelle, en tant qu'épouse et mère.

## Autour du film
- Le film a été tourné avec une caméra numérique en cinq jours. Il a été interdit aux moins de 18 ans dans de nombreux pays : Allemagne, Canada, Japon, Nouvelle-Zélande, Royaume-Uni ...
- La première scène du film où le père fait l'amour avec sa fille a été tournée par les acteurs eux-mêmes. Aucun technicien n'était présent dans la pièce, ce qui a donné aux deux acteurs une grande liberté d'action.
- Le film reprend la trame de Théorème de Pier Paolo Pasolini.

## Distinctions
Sauf indication contraire, les informations mentionnées dans cette section peuvent être confirmées par la base de données cinématographiques IMDb,  présente dans la section « Liens externes ».

### Récompenses
- Prix du meilleur film, lors du festival FanTasia en 2001.
- Mention d'honneur lors du Festival du film fantastique de Suède en 2001.
- Prix du meilleur réalisateur pour Visitor Q, Ichi the Killer et Les Prisonniers du paradis lors des Japanese Professional Movie Awards en 2002[3].